# Списак вјерских објеката на подручју Града Источно Сарајево
Град Источно Сарајево има бројне споменике духовне културе, православне цркве и манастире, католичке и исламске богомоље.

## Вјерски објекти

#### Српска православна црква
Источна Илиџа
- Црква Светог Василија Острошког
- Храм Светог Петра Дабробосанског
- Спомен црква
- Храм Нерукотвореног образа Христовог

Источни Стари Град
- Црква Светог Пантелејмона

Источно Ново Сарајево
- Црква Светог Ђорђа
- Храм Светог Варнаве Хвостанског
- Храм Свете Ангелине Српске
- Саборни храм Христа Спаситеља

Пале
- Саборни храм Светог архангел Гаврила
- Црква Успење Пресвете Богородице (Пале)
- Храм Вазнесења Господњег
- Црква Успења Пресвете Богородице (Мокро)
- Црква Светог пророка Илије
- Црква Светог Василија Великог

Соколац
- Црква Светог Василија Острошког
- Црква Светог Николаја Мирликијског
- Црква Светог Јована Крститеља
- Црква Светих отаца првог васељенског сабора
- Црква Светог великомученика Георгија
- Црква Светог пророка Илије (Романијска Лазарица)
- Црква свете Петке, војничко гробље
- Манастир Соколица (Равна Романија)
- Манастир Кнежина
- Манастир Озерковићи
- Храм Свих Светих
- Црква Светих Врачева Козме и Дамјана

Трново
- Црква Светог великомученика Георгија
- Црква Светог пророка Илије

#### Римокатоличка црква
Пале
- Црква Светог Јосифа

#### Исламска заједница
Пале
- Џамија у Подвитезу

Соколац
- Џамија Хилмија у Каљини
- Џамија у Новосеоцима
- Џамија у Кошутици
- Џамија Селимија у Кнежини
- Џамија у Крушевцима
- Џамија у Шашевцима
- Џамија у Шахбеговићима

Трново
- Џамија у Кијеву